# Bitka pri Menotomy
Bitka pri Menotomyju (19. april 1775) velja za nadaljevanje bitk pri Lexingtonu in Concordu. Prvotni sili 700 britanskih rednih vojakov so se v Vzhodnem Lexingtonu pridružile okrepitve in tako je nastala združena sila 1.700 mož. Kar zadeva kolonialne sile, plošča, postavljena pri The Foot of the Rocks v Arlington Heights ugotavlja, da so se "britanske čete, ki so se umikale po krvavih prvih spopadih pri Lexingtonu in Concordu, tukaj srečale z kolonialnimi silami, ki so se zbirale iz štirih okrožij in tridesetih mest. Več mož je padlo pri Foot of the Rocks in na ravnicah Menotomyja kot na vseh drugih lokacijah, skozi katere so se sovražne sile borile tisti dolgi dan, 19. aprila 1775."
5.100 mož iz vzhodnega okrožja Middlesex, Massachusetts in južnega okrožja Essex, Massachusetts se je zbralo v Menotomyju, da bi se srečalo z umikajočimi se britanskimi četami na poti v Boston iz Concorda. V tej bitki je bilo ubitih 25 upornikov in 40 britanskih vojakov. Tukaj v Menotomyju so bili ujeti prvi britanski vojaki.

## Uvod
Vas Menotomy v današnjem Arlingtonu, Massachusetts, se nahaja na Massachusetts Avenue med Bostonom in Lexingtonom, Massachusetts. 18. aprila se je tam sestalo revolucionarno telo, Odbor za varnost, v gostilni Black Horse Tavern, oboroženo zaradi britanskih politik, ki so jih dojemali kot zatiralske. Ob 3. uri zjutraj naslednji dan so britanske čete korakale skozi mesto na poti v Concord, da bi uničile tam zbrane vojaške zaloge, s čimer so prebudile Odbor iz spanca.

## Bitka
Medtem ko so potekali boji v Lexingtonu in Concordu, je v Menotomy prispelo 5.100 milici iz trinajstih mest iz okrožij Middlesex in Essex. Ti možje so zavzeli položaje v in okoli hiš, kamnitih zidov, polj in skednjev ob cesti, po kateri bi se britanske čete umikale v Boston. Britanska kolona se je raztezala celo miljo (1,6 km)
Britanski poveljujoči general Hugh Percy je dal ukaz britanskim četam, naj odstranijo ostrostrelce. Domovi so bili oropani, oplenjeni in zažgani. Končno so se Američani spravili k akciji.
Avtor Thomas Fleming je zapisal: "Sledil je krvav tekoči boj, nekakšna serijska zaseda, ki je presenetila in zmedla Britance, utrdila odločnost uporniških Američanov in ustvarila legendo, da so se kontinentalci borili 'nepošteno' kot Indijanci, udarjali in bežali ter streljali iz skritih položajev."
Na koncu so se najkrvavejši boji prvega dne ameriške revolucije odvijali pri eni sami hiši, ko so Britanci čistili pot za svoj umik. Od 25 milic, ubitih v Menotomyju, jih je bilo 10 najdenih mrtvih v hiši Jasona Russella, skupno pa jih je bilo 21 ubitih v hiši ali na posestvu, kot je navedeno na tej strani. Med boji v Menotomyju kot celoti je bilo ubitih 40 britanskih vojakov.
"Bitka v Lexington je bila nesreča. Concord, spopad. Toda v najbolj brutalnem in smrtonosnem vojskovanju 19. aprila 1775 se je skoraj 6.000 borcev borilo od roke v roko in od hiše do hiše, po dolžini in širini Menotomyja. Ob vznožju skal so se britanski 'redni vojaki' srečali s svojo najhujšo nočno moro: nastajajočo kontinentalno vojsko." – zgodovinar A. Michael Ruderman.
Tri bitke pri Lexingtonu, Concordu in Menotomyju se v sedmih zveznih državah praznujejo kot Dan domoljubov.
Glej tudi:
- Bitka pri Lexingtonu in Concordu
- Lexingtonski alarm
- Bitka pri Meriam's Corner